# پایگاه نیروی هوایی التس
پایگاه نیروی هوایی التس (به انگلیسی: Altus Air Force Base) یک فرودگاه است . این فرودگاه در شهر آلتوس، اکلاهما کشور ایالات متحده آمریکا قرار دارد .